# فانيسا دل ريو
فانيسا دل ريو (بالإنجليزية: Vanessa del Rio)‏ من مواليد 31 مارس 1952 هي ممثلة إباحية أمريكية متقاعدة.

## وصلات خارجية
- فانيسا دل ريو على موقع IMDb (الإنجليزية)
- فانيسا دل ريو على موقع قاعدة بيانات الأفلام السويدية (السويدية)
- فانيسا دل ريو على موقع إن إن دي بي (الإنجليزية)
- فانيسا دل ريو على موقع قاعدة بيانات الفيلم (الإنجليزية)
- فانيسا دل ريو على موقع كينوبويسك (الروسية)